# 2026년 미국 하원의원 선거
2026년 미국 하원의원 선거는 2026년 11월 3일에 상원 총선과 주지사 선거과 동시에 실시된 선거이다.

## 선거 결과
| ↓      |        |  |
| 0      | 0      |  |
| 공화당 | 민주당 |  |